# Mezerana
Mezerana là một đô thị thuộc tỉnh Médéa, Algérie. Dân số thời điểm năm 2002 là 6.361 người.